# Villa di Tirano

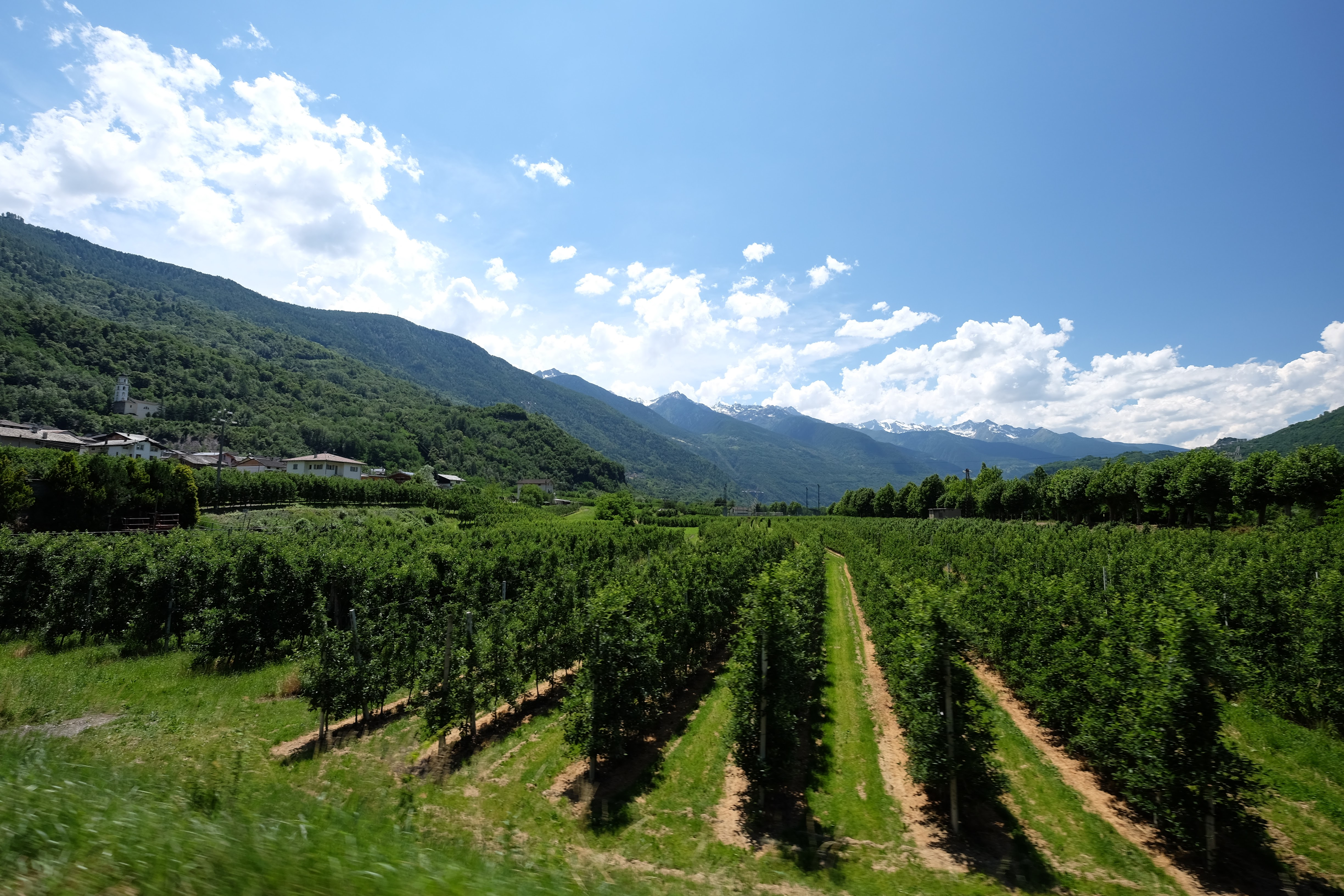
Villa di Tirano, Rebgarten

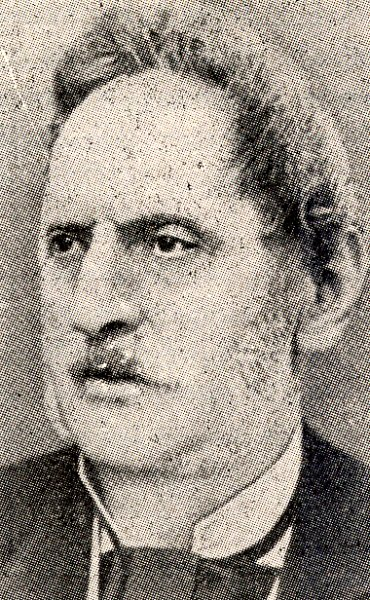
Luigi Torelli

Villa di Tirano ist eine politische Gemeinde in der italienischen Provinz Sondrio in der Region Lombardei.

## Lage und Einwohner
Die Gemeinde Villa di Tirano liegt knapp 24 Kilometer östlich von der Provinzhauptstadt Sondrio und umfasst die Fraktionen Motta und Stazzona. Zusammen mit den Fraktionen hat die Gemeinde 3005 Einwohner (Stand 31. Dezember 2024). Vom Ortsteil Stazzona über die Kaverne auf 394 m. ü. M. des Wasserkraftwerk Stazzona kann die Kirche und ehemalige Fremdenunterkunft Santa Perpetua oberhalb von Tirano, bzw. der Basilika Madonna di Tirano, bequem erreicht werden.
Die Nachbargemeinden sind Aprica, Bianzone, Brusio (CH-GR), Corteno Golgi (BS), Teglio und Tirano.

## Persönlichkeiten
- Lorenzo Piccioli (* um 1726 in Villa di Tirano; † 1. März 1779 ebenda), Maler, Quadraturist tätig in Poschiavo 1760[2]
- Graf Luigi Torelli (1810–1887), Offizier, Präfekt und Politiker
- Grytzko Mascioni (1936–2003), Redaktor, Produzent und Autor